# Яберг, Карл
Карл Яберг (нем. Karl Jaberg; 24 апреля 1877, Лангенталь — 30 мая 1958, Берн) — швейцарский языковед-романист, диалектолог.
В 1900 году получил учёную степень, защитив диссертацию на тему пейоративного развития значений во французском языке (Pejorative Bedeutungsentwicklung im Französischen; в Zeitschrift für romanische Philologie: 1901, 1903, 1905). С 1901 по 1907 работал учителем в Цюрихе. В 1906 защитил докторскую диссертацию на тему ассоциативных проявлений в глагольном словоизменении в юго-восточных французских диалектах (Über die assoziativen Erscheinungen in der Verbalflexion einer südostfranzösischen Dialektgruppe. Eine prinzipielle Untersuchung).
В 1907 году стал чрезвычайным профессором, в 1909 году — ординарный профессор романской филологии, итальянского языка и литературы. Занимался преподавательской деятельностью до 1945 года. Вместе с Якобом Юдом работал над монументальным многотомным трудом Sprach- und Sachatlas Italiens und der Südschweiz (восемь томов с 1928 по 1940). С 1942 по 1948 руководит работой над Glossaire des patois de la Suisse romande.
В 1938 — член-корреспондент Прусской академии наук.

## Труды
- Sprache als Äußerung und Sprache als Mitteilung, Braunschweig 1917
- Idealistische Neuphilologie : Sprachwissenschaftliche Betrachtungen, Heidelberg 1926
- Der Sprachatlas als Forschungsinstrument, Halle a.S. 1928 (совместно с Якобом Юдом)
- Aspects géographiques du langage : Conférences faites au Collège de France, Décembre 1933, Paris 1936
- Sprachwissenschaftliche Forschungen und Erlebnisse, Paris, Zürich, Leipzig 1937
- Sprachwissenschaftliche Forschungen und Erlebnisse : Neue Folge, hrsg. von Siegfried Heinimann, Bern 1965